# Epístola aos Efésios
A Epístola aos Efésios, também conhecida como Livro de Efésios ou Carta de Paulo aos Efésios, é o décimo livro do Novo Testamento. A carta teria sido escrita pelo apóstolo Paulo, uma atribuição tradicionalmente aceita pelos cristãos. Entretanto, estudiosos modernos afirmaram que a carta é, na verdade, deutero-paulina, o que significa que é uma pseudepígrafe escrita em nome de Paulo por um autor posterior fortemente influenciado pelo pensamento dele.

## Temas abordados
Segundo o estudioso do Novo Testamento Daniel B. Wallace, o tema central da obra é a necessidade de unidade entre os cristãos. Também é desenvolvida a ideia unidade da igreja.
Outros assuntos abordados são a conduta adequada aos cristãos e a importância da santificação destes.

## Autoria
O primeiro versículo da carta indica que Paulo é o seu autor, mas embora as primeiras listas de livros do Novo Testamento, como o fragmento de Muratori, atribuam a carta a Paulo, recentemente houve questionamentos sobre a autoria da epístola, com base na sintaxe, terminologia e escatologia que não são típicas das outras cartas atribuídas ao autor.
O estudioso bíblico Harold Hoehner, analisando 279 comentários escritos entre 1519 e 2001, descobriu que 54% favoreciam a autoria paulina, 39% concluíam contra a autoria paulina e 7% permaneciam incertos. Norman Perrin e Dennis C. Duling observaram que, de seis referências acadêmicas autorizadas, "quatro das seis optam pela pseudonímia, enquanto as outras duas  reconhecem as dificuldades em manter a autoria paulina. O acadêmico Raymond E. Brown afirma que cerca de 80% dos estudos críticos concluem que Paulo não escreveu Efésios.
Existem quatro teorias principais na pesquisa bíblica que abordam a questão da autoria paulina. Em uma primeira interpretação, a epístola foi escrita por Paulo; em uma segunda, Efésios foi ditada por Paulo, mas com interpolações de outro autor; outra sugere que é improvável que Paulo tenha escrito a epístola; e uma última que afirma que não existem provas conclusivas sobre nenhuma hipótese.

## Interpretações
A teóloga Jessie Penn-Lewis afirma que em Efésios 5:21 é destacado um princípio social estabelecido por Paulo, exortando os cristãos a mostrem entre si deferência e cooperação mútua. Em relação ao papel da mulher na comunidade cristã, Penn-Lewis argumenta que, à luz da relação de Cristo com a igreja, a imagem do "homem ser a cabeça de sua esposa" implica uma corregência estendida a todos os membros do corpo de Cristo. Portanto, a liderança do marido envolve uma autoridade compartilhada. No entanto, segundo o teólogo Peter O'Brien, a ideia de submissão da mulher neste capítulo não denota mutualidade.

No período que antecedeu a Guerra Civil Americana, o versículo de Efésios 6:5, que trata das relações entre mestres e escravos, foi utilizado por proprietários de escravos Confederados em apoio à posição de manutenção da escravidão.